# Agustín Ganoza y Cavero
Agustín Guillermo Ganoza y Cavero (Trujillo, 	11 de enero de 1855-Londres, 23 de marzo de 1926) fue un  médico y político peruano. Fue Alcalde de Trujillo (1886-1890); Presidente del Senado (1908-1909); presidente del Consejo de Ministros y Ministro de Justicia (1911-1912). Formado políticamente en el civilismo, terminó siendo partidario del presidente Augusto B. Leguía. Ocupó el cargo de senador de la República por treinta años consecutivos.

## Biografía
Hijo de José Félix Ganoza y Orbegoso y Tomasa Cavero y Cavero. Estudió en el Seminario de Trujillo. En 1872, ingresó a la Universidad Nacional Mayor de San Marcos, donde se graduó de bachiller en Medicina. Se recibió de médico en 1880.
Retornó a su ciudad natal donde se consagró a su profesión. Incursionó también en la política como miembro del Partido Civil, del cual fue presidente de su junta directiva local. Fue también alcalde de Trujillo (1886-1890) y presidente de la Junta Departamental (1895-1907).
En 1886, fue elegido senador suplente por La Libertad. Se incorporó al parlamento como senador propietario en 1888 y fue reelegido sucesivamente, ejerciendo el cargo por 30 años entre 1888 y 1924 incluyendo los tres años (1896-1898) que fue elegido como senador por Lambayeque. En 1902, fue elevado a la vicepresidencia de su cámara y, en 1908, a la presidencia.
Durante el primer gobierno de Augusto B. Leguía, fue presidente del Consejo de Ministros y ministro de Justicia e Instrucción, cargos que ejerció de 31 de agosto de 1911 a 24 de septiembre de 1912, en el último tramo de dicho gobierno.
En 1918, asumió como presidente de la coalición política que lanzó la candidatura de Leguía para las elecciones presidenciales de 1919. Dirigió activamente la campaña electoral, en la que Leguía se asomó como ganador; luego secundó el golpe de Estado del 4 de julio de 1919 que dirigió el mismo Leguía, aduciendo que el gobierno no iba a respetar los resultados de la elección.En 1919, cuando el presidente Augusto B. Leguía dio inicio a su oncenio, La Torre fue volvió a ser elegido senador por el departamento del Cusco pero, esta vez, para la Asamblea Nacional de ese año que tuvo por objeto emitir una nueva constitución, la Constitución de 1920.
Instalado el nuevo gobierno de Leguía (que luego se llamó el Oncenio) viajó a Londres como enviado extraordinario y ministro plenipotenciario ante la corte británica. Allí falleció en ejercicio de su función diplomática. Sus restos fueron trasladados a su ciudad natal y descansan en un mausoleo en el Cementerio General de Miraflores.